# John Reese Kenly
John Reese Kenly (11 janvier 1818 – 20 décembre 1891) est un avocat américain, général de l'armée de l'Union lors de la guerre de Sécession.

## Avant la guerre
Kenly naît à Baltimore, dans le Maryland. Il étudie le droit et est admis au barreau en 1845(p1063). Il fait partie d'une unité de la milice l'« Eagle Artillery »(p767). Il part pour la guerre américano-mexicaine en tant que lieutenant d'une compagnie de volontaires (en) qu'il a levée et est ensuite promu commandant. Il participe à la bataille de Monterrey où sa bravoure est louée, recevant les « remerciements de la législature du Maryland »(p1063),(p767). 
De retour au Maryland après la guerre, il reprend ses activités de juriste(p767). 

### Guerre de Sécession
Il entre dans la guerre de Sécession, comme colonel du 1st Maryland Infantry organisé à Baltimore et qui entre au service de l'Union le 16 mai 1861. Son régiment est pendant dix mois en garnison dans l'ouest du Maryland(p1063).
Avec quelques compagnies de Pennsylvanie, il est capturé le 23 mai 1862 par Stonewall Jackson, après de durs combats, à Front Royal sur la Shenandoah. Kenly est grièvement blessé lorsqu'il est fait prisonnier, mais son combat a sauvé la division du général Banks à Winchester ; il tombe sans connaissance de son cheval après avoir reçu une balle de pistolet(p190). Il est emmené à Front Royal au cours de la nuit. Il revient quelques jours plus tard à Winchester, où il est libéré sur parole le 4 juin, les confédérés ayant considéré sa blessure trop importante pour l'emmener avec eux(p190).
Il retourne alors à Baltimore dans l'attente de son « échange » officiel, qui survient le 15 août et il commence alors à réorganiser son ancien régiment(p1063),(p190).
Le 22 août 1862, il est élevé au commandement de la brigade du Maryland, qu'il mène à Hagerstown, Harpers Ferry, et ailleurs. Avec sa brigade, il a la responsabilité de la protection d'une voie stratégique, le chemin de fer de Baltimore et de l'Ohio(p1063).
Kenly rejoint l'armée du Potomac après la bataille de Gettysburg, et est affecté au Ier corps au cours de la campagne de Bristoe et de la bataille de Mine Run, commandant temporairement la troisième division du corps, le corps étant dissous au début de l'année 1864(p767). Par la suite, il est affecté au département du milieu, commandant de la troisième brigade séparée, en 1864. 
Il est affecté au district du Delaware au printemps 1864 et participe à la poursuite de Jubal Early lors de son raid contre Washington D.C.(p1063).  Le 14 juillet 1864, il reçoit un télégramme du général Edward O. C. Ord lui donnant l'ordre de prendre le commandement de la première brigade séparée de Tyler. Cette brigade qui est répartie entre Relay House et Baltimore doit rejoindre Washington pour se joindre la poursuite d'Early(p95).
En août 1864, l'ennemi parvient à piller et à détruire partiellement un train de wagons dont Kenly a la responsabilité à Winchester(p767). À la mi-août 1864, John Singleton Mosby prend connaissance d'un train de 150 wagons et de plus d'un millier de têtes de bétail sous la garde d'un régiment du Maryland et de deux de l'Ohio et de la cavalerie, formant une force d'environ 2 000 hommes sous les ordres de Kenly. Le point faible de cette force est constitué des cavaliers du Maryland qui arrivent au terme de leur engagement et donc impatients de rentrer chez eux. Mosby utilise le brouillard de la matinée du 13 août pour dissimuler ses mouvements. Mosby envoie deux compagnies attaquer la tête de la colonne et deux autres l'arrière de celle-ci. Parmi les hommes de Kenly, se trouvent des soldats inexpérimentés enrôlés pour 100 jours qui gardent le ravitaillement ; il ne réagissent pas immédiatement à la vue des rangers de Mosby. Le deuxième tir d'obusier sème la panique chez les convoyeurs et les mules non attachées s'enfuient. Au troisième tir d'obusier, les rangers chargent le train de wagons. L'infanterie s'abrite alors dans les bois et derrière des murs de pierres. Les rangers mettent alors le feu aux wagons dans la panique générale des mules. Les confédérés capturent 500 chevaux et mules, 200 têtes de bétail et 208 prisonniers dont 7 officiers au terme du raid de Berryville. Soixante-quinze wagons ont été détruits. Une enquête est instruite à la suite de cet événement et Kenly est muté(p767). Il prend le commandement du district du littoral oriental dans le Maryland, poste qui occupe jusqu'à la fin de la guerre(p1063).

## Après la guerre
John R. Kenly écrit Memoirs of a Maryland Volunteer. War with Mexico in the years 1846-7-8. Il retourne à Baltimore après la guerre où il obtient une nouvelle fois les « remerciements de l'assemblée du Maryland » et reçoit l'épée de la ville(p260).
Kenly meurt d'une pneumonie à Baltimore, où il est enterré au cimetière de Green Mount (en)(p190).